# Wagneriala nigra
Wagneriala nigra är en insektsart som beskrevs av Irena Dworakowska 1979. Wagneriala nigra ingår i släktet Wagneriala och familjen dvärgstritar.
Artens utbredningsområde är Taiwan. Inga underarter finns listade i Catalogue of Life.